# 아마키 쥰

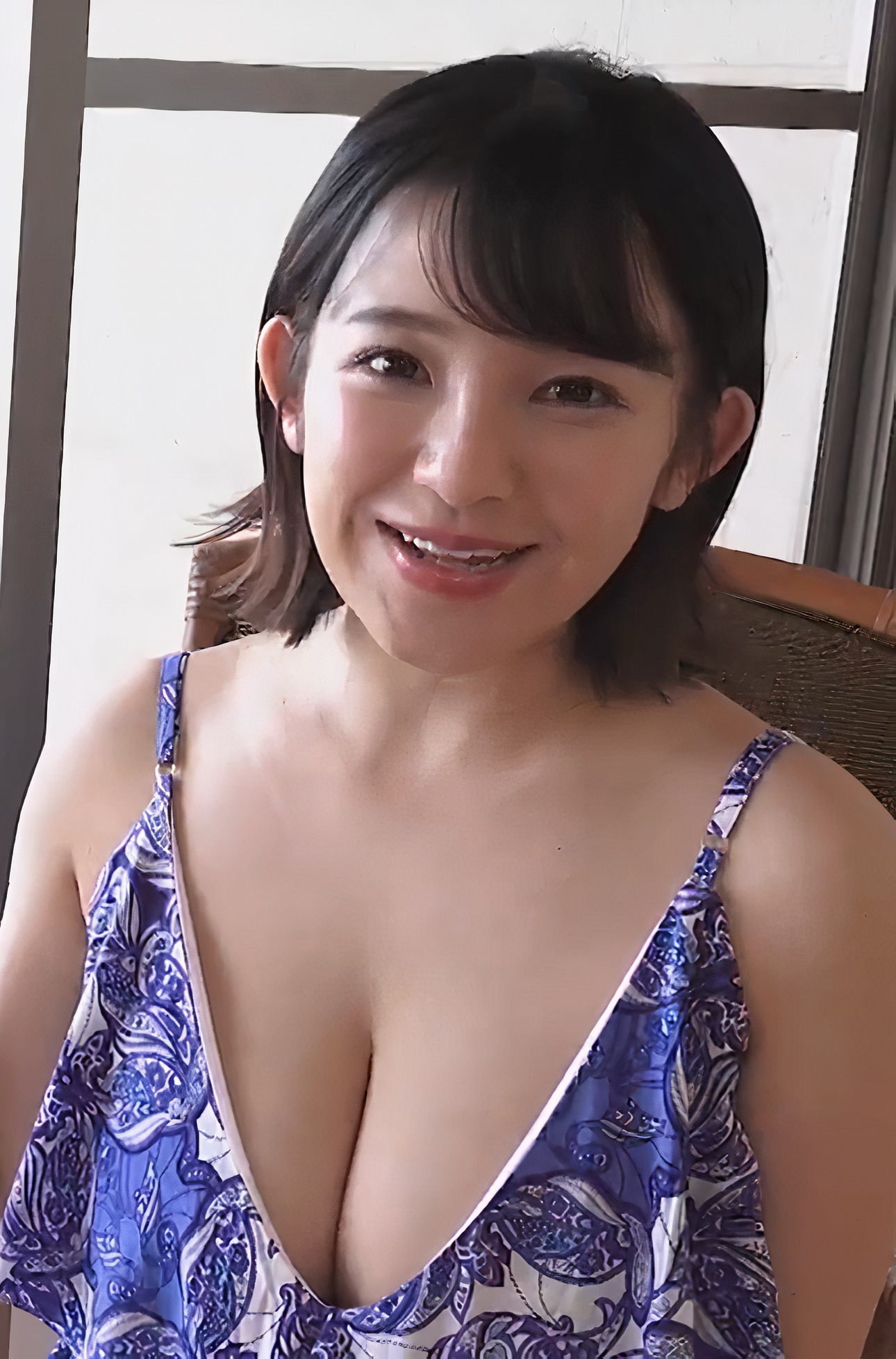
Comments & Interview of DVD "天木じゅんと隠しごと" by Jun Amaki

아마키 쥰(일본어: 天木じゅん, 1995년 10월 16일 ~ )는 일본의 여성 그라비아 아이돌이다.
아이돌인 아머걸즈,가면여자로도 활동했던 시절도 있다.

## 경력
- 2012년 12월 30일 아리스프로젝트 신인블로그에 등장.
- 2013년 5월 25일 파켄의 연구생으로 데뷔.
- 2013년 8월 24일 파켄의 정규멤버로 승격.
- 2013년 11월 6일 아이돌 요정 카와유시로 메이저 데뷔.
- 2013년 12월 10일 파켄의 해산, 동그룹의 해산시 멤버와 동일하게 아이돌 그룹 仮面女子(가면여자)의 제3탄 유닛 아머걸즈로서 활동하는 것이 발표.
- 2014년 5월 11일 유닛 퓨어풀 멤버로 활동.
- 2015년 3월 11일 아이돌 그룹 가면여자외 유닛을 졸업하는 것을 발표, 그라비아 아이돌 활동에 전념
- 2015년 10월 1일 와타나베 엔테테인먼트로 이적.

## 프로필
- 생년월일: 1995년 10월 16일
- 출신지: 효고현 이타미시
- 가족관계: 아버지, 어머니, 언니:쿠로다 아야코(가면라이더 GIRLS의 멤버)